# Rewan Amin
Rewan Amin (ur. 18 stycznia 1996 w Dahuku) – holenderski piłkarz kurdyjskiego pochodzenia. Od 2018 r. zawodnik szwedzkiego zespołu Östersunds FK.